# Chrysosyrphus latus
Chrysosyrphus latus är en tvåvingeart som först beskrevs av Friedrich Hermann Loew 1863.  Chrysosyrphus latus ingår i släktet fjällblomflugor, och familjen blomflugor. Inga underarter finns listade i Catalogue of Life.